# Saint-Restitut
 Saint-Restitut  là một xã thuộc tỉnh Drôme trong vùng Auvergne-Rhône-Alpes ở đông nam nước Pháp. Xã Saint-Restitut nằm ở khu vực có độ cao 210 mét trên mực nước biển.